# Delegazione apostolica di Rieti
La delegazione apostolica di Rieti fu una suddivisione amministrativa dello Stato della Chiesa, istituita nel 1816 da papa Pio VII nel territorio del reatino e della provincia apostolica di Sabina. Nella sua conformazione definitiva confinava a nord con la delegazione di Spoleto, a est con il Regno delle Due Sicilie, a sud con la comarca di Roma, a ovest con la comarca di Roma e la delegazione di Viterbo.
Era una delegazione di 3ª classe.
Dal 1824 al 1827 l'unità provinciale apostolica Sabina fu sciolta e il Reatino, insieme con i governi di Rieti, Roccasinibalda, Orvinio e il distretto di Poggio Mirteto, venne unito a Spoleto, divenuto capoluogo, mentre la Sabina, con i governi di Poggio Mirteto e Fara, fu aggregata alla Comarca di Roma. Le riforme attuate nel 1831 da Gregorio XVI ripristinarono la situazione precedente, restituendo alla delegazione di Rieti l'autonomia e il distretto di Poggio Mirteto. Nel 1850, infine, quando le delegazioni furono raggruppate in circoscrizioni di livello "regionale", Rieti fu sottoposta al circondario di Perugia.
Nel 1825 il successore immediato di Pio VII, papa Leone XII, ridusse il numero delle delegazioni a 13 accorpando Spoleto e Rieti (oltre che Fermo e Ascoli, Macerata e Camerino, Viterbo e Civitavecchia), ma nel 1831 Gregorio XVI ripristinò tutte le delegazioni soppresse. In seguito alla riforma amministrativa di Pio IX il 22 novembre 1850 confluì nella Legazione dell'Umbria (III Legazione).
Dopo l'Unità d'Italia, per effetto del decreto Pepoli (13 dicembre 1860), fu annessa alla provincia dell'Umbria sotto forma di Circondario di Rieti.